# لودفيغ أخيم فون أرنيم
أخيم فون أرنيم
كارل يواخيم فريدريش لودفيج فون أرنيم (بالألمانية: Carl Joachim Friedrich Ludwig von Arnim) (ولد في 26 يناير 1781 في برلين – ومات في 21 يناير 1831 في قصر فيبرسدورف) هو شاعر ألماني يعتبر هو وكليمنس فون برينتانو مؤسسا الاتجاه الرومانسي الهايدلبرجي.
أخيم هو شقيق كارل أوتو لودفيج فون أرنيم المسمى بـ "Pitt". وتزوج في عام 1811 من الأديبة بتينا فون أرنيم أخت صديقه كليمنس برينتانو. وقد أنجب من الأبناء فرايموند وزيجموند وفريدموند وكونيموند وماكسيميليانه وأرمجارت وجيزيلا فون أرنيم.

## حياته
ينحدر أخيم فون أرنيم من عائلة من طبقة النبلاء. ماتت أمه بعد ولادته، وقضى طفولته وشبابه عند جدته في برلين وجروسفولترسدورف تسيرنيكوف. التحق بإحدى المدارس الثانوية في برلين بين عامي 1793 و1798, ودرس من عامي 1798
حتى عام 1801علوم القانون والرياضيات في مدينة هاله وجوتنجن. وكتب العديد من المقالات للمجلات الفيزيائية، وقام مع أخيه بين عامي 1801 و1804 بجولة عبر أوروبا، وأصدر مع صديقه كليمنس برينتانو مجموعة الأشعار الشعبية من ثلاثة أجزاء بعنوان Des Knaben Wunderhorn. كما أصدر الاثنان عام 1808 صحيفة Zeitung für Einsiedler الرومانسية الهامة في هايدلبرج.
أقام أرنيم منذ عام 1809 في برلين وعمل مع آخرين في الصحيفة التي كانت يصدرها هاينريش فون كلايست "Berliner Abendblättern" وأسس في عام 1811 «جمعية المنضدة الألمانية» التي سميت فيما بعد جمعية المنضدة المسيحية الألمانية، والتي كانت عبارة عن تجمع سياسي. وقد تولى من أكتوبر 1813 حتى فبراير 1814 تحرير الصحيفة الأسبوعية «المراسل البروسي» Der Preußische Correspondent الصادرة من برلين. وكانت له اتصالات مع الوطنيين البروسيين من أمثال آدام هاينريش مولر وفريدريش دو لا موت فوكيه وهاينريش فون كلايست.
عاش أرنيم منذ عام 1814 حتى وفاته (بأزمة قلبية في عام 1931) أغلب الوقت في قصر فيبرسدورف في ضيعته. وكان يساهم العديد من المقالات والقصص في الصحف والمجلات والتقاويم وكذلك في المنشورات المستقلة وكان له مكان بارز في الحياة الأدبية في برلين. أما زوجته وأولاده فكانوا يقيمون بشكل أساسي في برلين.
خلف أخيم فون أرنيم ثروة من المسرحيات والأقاصيص والقصص والروايات والقصائد والأعمال الصحفية. وقد اقتنت المكتبة الملكية في فايمار مكتبته الكبيرة. ويعتبر أرنيم من أهم رواد الرومانسية الألمانية.

## من أعماله
- عنصر جحياة هولين الغرامية 1802 (رواية)
- مجموعة الأغاني الشعبية بعنوان Des Knaben Wunderhorn

بالاشتراك مع كليمنس فون برينتانو
- حديقة الشتاء 1809 (أقاصيص)
- ميستريس لي 1809
- فقر وغنى وإثم وتوبة الدوقة دولوريس 1801 (رواية)
- هاله وأورشليم 1811 (مسرحية)
- إيزابيلا المصرية 1812 (أقاصيص)
- حراس التاج 1817 (رواية لم يتمها)

## روابط خارجية
- لودفيغ أخيم فون أرنيم على موقع IMDb (الإنجليزية)
- لودفيغ أخيم فون أرنيم على موقع الموسوعة البريطانية (الإنجليزية)
- لودفيغ أخيم فون أرنيم على موقع ألو سيني (الفرنسية)
- لودفيغ أخيم فون أرنيم على موقع ميوزك برينز (الإنجليزية)
- لودفيغ أخيم فون أرنيم على موقع ديسكوغز (الإنجليزية)
- لودفيغ أخيم فون أرنيم على موقع قاعدة بيانات الفيلم (الإنجليزية)
- لودفيغ أخيم فون أرنيم على موقع كينوبويسك (الروسية)